# Нідзьке озеро
Ні́дзьке озеро (пол. Jezioro Nidzkie) — озеро в Польщі. Знаходиться на території Піського повіту Вармінсько-Мазурського воєводства. Входить до складу Мазурських озер. На півночі з'єднується з озерами Велика Гузянка і Мала Гузянка.

## Опис
Озеро має витягнуту форму, що нагадує сильно вигнутий жолоб довжиною близько 23 км. Краї озера на 80 % покриті густими лісовими масивами Піської Пущі. На північному березі озера є забудови Руцяне-Нида — кемпінги, санаторії та пансіонати. На лівому краї берегової лінії є декілька невеликих бухт.
Дно озера має безліч заглиблень, є розвинена берегова лінія довжиною 68400 м. Рівень ґрунтових вод знаходиться в межах 117,7 м над рівнем моря до 117,9 м. Середня глибина озера становить 6,2 м, а максимальна глибина — 23,7 м.
Назва озера «Nidzkie» була офіційно впроваджена в 1950 році.

## Туризм

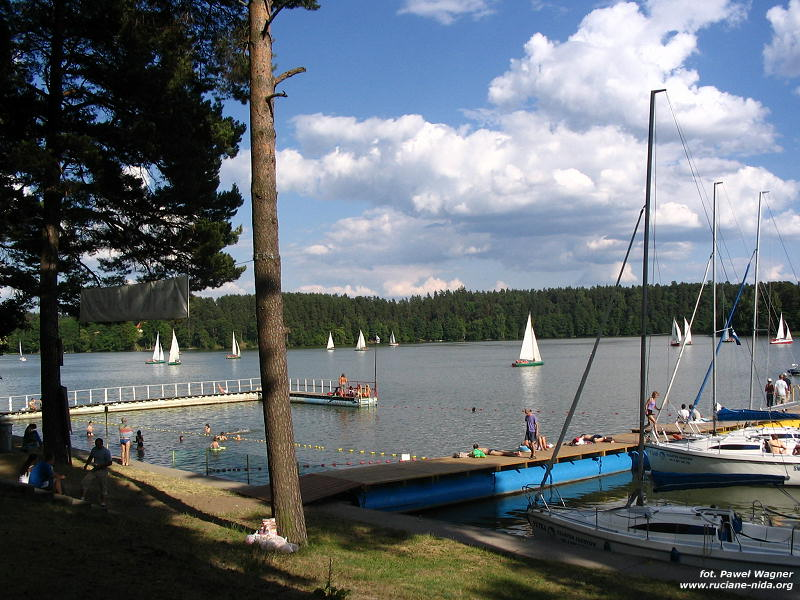
Нідзьке озеро. Туристичний центр і пристань для яхт

Серед усіх Великих Мазурських озер, Нідзьке є найменш зміненим діяльністю людини.
Існує правовий захист басейну, наприклад, є так звана «зона тиші», де заборонено використання двигунів внутрішнього згоряння на більшості районів озера.
Площа озера є природним заповідником загальною площею 2935 га, що належить до Мазурських охоронюваних територій. Поряд з озером розташований Мазурський ландшафтний парк. Над озером розташоване місто Руцяне-Нида.
Станом на 2004 рік, вода в озері має III клас якості (див. Klasy czystości wód w Polsce).